# Grand Prix-wegrace van België 1990
De Grand Prix-wegrace van België 1990 was de negende race van het wereldkampioenschap wegrace-seizoen 1990. De race werd verreden op 7 juli 1990 op Spa-Francorchamps nabij Spa, België.

## Uitslag

### 500 cc
Marco Papa werd gediskwalificeerd omdat hij te laat was begonnen aan de verkenningsronde van de race.
| Pos | Rijder               | Constructeur | Ronden | Tijd                | Grid | Punten |
| --- | -------------------- | ------------ | ------ | ------------------- | ---- | ------ |
| 1   | Wayne Rainey         | Yamaha       | 18     | 50:29.205           | 2    | 20     |
| 2   | Jean-Philippe Ruggia | Yamaha       | 18     | +4.522              | 10   | 17     |
| 3   | Eddie Lawson         | Yamaha       | 18     | +20.566             | 3    | 15     |
| 4   | Christian Sarron     | Yamaha       | 18     | +45.258             | 6    | 13     |
| 5   | Alex Barros          | Cagiva       | 18     | +51.060             | 14   | 11     |
| 6   | Mick Doohan          | Honda        | 18     | +1:18.021           | 4    | 10     |
| 7   | Kevin Schwantz       | Suzuki       | 18     | +1:20.961           | 1    | 9      |
| 8   | Ron Haslam           | Cagiva       | 18     | +1:23.596           | 13   | 8      |
| 9   | Juan Garriga         | Yamaha       | 18     | +1:24.073           | 9    | 7      |
| 10  | Wayne Gardner        | Honda        | 18     | +1:50.520           | 5    | 6      |
| 11  | Norihiko Fujiwara    | Yamaha       | 18     | +2:01.935           | 11   | 5      |
| 12  | Niall Mackenzie      | Suzuki       | 18     | +2:20.060           | 7    | 4      |
| 13  | Eddie Laycock        | Honda        | 17     | +1 ronde            | 17   | 3      |
| 14  | Karl Truchsess       | Honda        | 16     | +2 ronden           | 18   | 2      |
| 15  | Cees Doorakkers      | Honda        | 16     | +2 ronden           | 19   | 1      |
| DNF | Randy Mamola         | Cagiva       |        | Ongeluk             | 8    |        |
| DNF | Vittorio Scatola     | Paton        |        | Uitgevallen         | 16   |        |
| DNS | Pierfrancesco Chili  | Honda        | 0      | Blessure            | 12   |        |
| DSQ | Marco Papa           | Honda        | 0      | Gediskwalificeerd   | 15   |        |
| DNQ | Nicholas Schmassman  | Honda        | 0      | Niet gekwalificeerd |      |        |

### 250 cc
| Pos | Rijder             | Constructeur | Ronden | Tijd        | Grid | Punten |
| --- | ------------------ | ------------ | ------ | ----------- | ---- | ------ |
| 1   | John Kocinski      | Yamaha       | 15     | 42:52.467   | 1    | 20     |
| 2   | Didier de Radiguès | Aprilia      | 15     | +11.041     | 2    | 17     |
| 3   | Carlos Cardús      | Honda        | 15     | +12.556     | 4    | 15     |
| 4   | Carlos Lavado      | Aprilia      | 15     | +17.879     | 7    | 13     |
| 5   | Jacques Cornu      | Honda        | 15     | +31.182     | 3    | 11     |
| 6   | Loris Reggiani     | Aprilia      | 15     | +36.182     | 5    | 10     |
| 7   | Alberto Puig       | Yamaha       | 15     | +40.692     | 15   | 9      |
| 8   | Paolo Casoli       | Yamaha       | 15     | +45.850     | 16   | 8      |
| 9   | Masahiro Shimizu   | Honda        | 15     | +50.525     | 13   | 7      |
| 10  | Jochen Schmid      | Honda        | 15     | +1:03.839   | 10   | 6      |
| 11  | Adrien Morillas    | Aprilia      | 15     | +1:12.586   | 20   | 5      |
| 12  | Corrado Catalano   | Aprilia      | 15     | +1:47.719   | 9    | 4      |
| 13  | Bernd Kassner      | Yamaha       | 15     | +1:48.213   | 19   | 3      |
| 14  | Renzo Colleoni     | Aprilia      | 15     | +1:48.513   | 22   | 2      |
| 15  | Jean Foray         | Yamaha       | 15     | +1:49.195   | 31   | 1      |
| 16  | Harald Eckl        | Aprilia      | 15     | +1:49.462   | 23   |        |
| 17  | Kevin Mitchell     | Yamaha       | 15     | +1:58.029   | 28   |        |
| 18  | Urs Jücker         | Yamaha       | 15     | +1:58.608   | 27   |        |
| 19  | Andreas Borgonovo  | Aprilia      | 15     | +2:25.218   | 17   |        |
| 20  | Marcellino Lucchi  | Aprilia      | 15     | +3:11.393   | 18   |        |
| 21  | Alain Bronec       | Aprilia      | 14     | +1 ronde    | 25   |        |
| DNF | Àlex Crivillé      | Yamaha       |        | Ongeluk     | 14   |        |
| DNF | Rachel Nicotte     | Yamaha       |        | Uitgevallen | 29   |        |
| DNF | José Barresi       | Yamaha       |        | Uitgevallen | 30   |        |
| DNF | Wilco Zeelenberg   | Honda        |        | Ongeluk     | 8    |        |
| DNF | Luca Cadalora      | Yamaha       |        | Ongeluk     | 6    |        |
| DNF | Jorge Martínez     | JJ Cobas     |        | Uitgevallen | 21   |        |
| DNF | Martin Wimmer      | Aprilia      |        | Uitgevallen | 12   |        |
| DNF | Andreas Preining   | Honda        |        | Ongeluk     | 11   |        |
| DNF | Bernard Haenggeli  | Aprilia      |        | Uitgevallen | 24   |        |
| DNF | Hans Becker        | Yamaha       |        | Uitgevallen | 26   |        |

### 125 cc
| Pos | Rijder              | Constructeur | Ronden | Tijd                | Grid | Punten |
| --- | ------------------- | ------------ | ------ | ------------------- | ---- | ------ |
| 1   | Hans Spaan          | Honda        | 13     | 39:11.610           | 2    | 20     |
| 2   | Loris Capirossi     | Honda        | 13     | +0.175              | 6    | 17     |
| 3   | Bruno Casanova      | Aprilia      | 13     | +38.767             | 5    | 15     |
| 4   | Stefan Prein        | Honda        | 13     | +46.352             | 4    | 13     |
| 5   | Julián Miralles     | JJ Cobas     | 13     | +55.656             | 16   | 11     |
| 6   | Dirk Raudies        | Honda        | 13     | +57.592             | 30   | 10     |
| 7   | Adolf Stadler       | JJ Cobas     | 13     | +58.241             | 7    | 9      |
| 8   | Fausto Gresini      | Honda        | 13     | +1:04.278           | 9    | 8      |
| 9   | Robin Appleyard     | Honda        | 13     | +1:06.231           | 24   | 7      |
| 10  | Robin Milton        | Honda        | 13     | +1:13.685           | 25   | 6      |
| 11  | Doriano Romboni     | Honda        | 13     | +1:15.260           | 3    | 5      |
| 12  | Maurizio Vitali     | Gazzaniga    | 13     | +1:18.983           | 11   | 4      |
| 13  | Alfred Waibel       | Honda        | 13     | +1:20.275           | 22   | 3      |
| 14  | Hans Koopman        | Honda        | 13     | +25.350             | 23   | 2      |
| 15  | Gabriele Debbia     | Aprilia      | 13     | +1:25.923           | 12   | 1      |
| 16  | Hisashi Unemoto     | Honda        | 13     | +1:26.401           | 19   |        |
| 17  | Emilio Cuppini      | Honda        | 13     | +1:48.434           | 15   |        |
| 18  | Antonio Sanchez     | JJ Cobas     | 13     | +1:56.774           | 28   |        |
| 19  | Johnny Wickström    | JJ Cobas     | 13     | +2:20.843           | 10   |        |
| 20  | Stefan Kurfiss      | Honda        | 13     | +2:21.224           | 17   |        |
| 21  | Hubert Abold        | Rotax        | 13     | +2:25.876           | 32   |        |
| 22  | Alessandro Gramigni | Aprilia      | 13     | +3:01.297           | 14   |        |
| 23  | Jos van Dongen      | Honda        | 12     | +1 ronde            | 36   |        |
| DNF | Jorge Martínez      | JJ Cobas     |        | Uitgevallen         | 1    |        |
| DNF | Ralf Waldmann       | Rotax        |        | Uitgevallen         | 13   |        |
| DNF | Mike Edwards        | Honda        |        | Uitgevallen         | 20   |        |
| DNF | Stefan Dörflinger   | Aprilia      |        | Uitgevallen         | 21   |        |
| DNF | Peter Öttl          | Rotax        |        | Uitgevallen         | 33   |        |
| DNF | Heinz Lüthi         | Honda        |        | Uitgevallen         | 8    |        |
| DNF | Bady Hassaine       | Honda        |        | Uitgevallen         | 34   |        |
| DNF | Thierry Feuz        | Honda        |        | Uitgevallen         | 35   |        |
| DNF | Manuel Herreros     | JJ Cobas     |        | Uitgevallen         | 27   |        |
| DNF | Manuel Hernández    | Honda        |        | Uitgevallen         | 26   |        |
| DNF | Peter Galvin        | Honda        |        | Uitgevallen         | 31   |        |
| DNF | Flemming Kistrup    | Honda        |        | Uitgevallen         | 29   |        |
| DNF | Jaime Mariano       | Casal        |        | Uitgevallen         | 18   |        |
| DNQ | Hervé Duffard       | Honda        | 0      | Niet gekwalificeerd |      |        |
| DNQ | José Saez           | Honda        | 0      | Niet gekwalificeerd |      |        |
| DNQ | Steve Patrickson    | Honda        | 0      | Niet gekwalificeerd |      |        |
| DNQ | Mike Leitner        | Honda        | 0      | Niet gekwalificeerd |      |        |
| DNQ | Taru Rinne          | Honda        | 0      | Niet gekwalificeerd |      |        |
| DNQ | Zdravko Matulja     | Honda        | 0      | Niet gekwalificeerd |      |        |
| DNQ | Alan Scott          | Honda        | 0      | Niet gekwalificeerd |      |        |
| DNQ | Maik Stief          | Rotax        | 0      | Niet gekwalificeerd |      |        |
| DNQ | Stefan Brägger      | Aprilia      | 0      | Niet gekwalificeerd |      |        |
| DNQ | Javier Arumi        | Honda        | 0      | Niet gekwalificeerd |      |        |

### Zijspanklasse
| Pos | Rijder             | Bakkenist        | Constructeur | Punten |
| --- | ------------------ | ---------------- | ------------ | ------ |
| 1   | Egbert Streuer     | Geral de Haas    | LCR-Yamaha   | 20     |
| 2   | Alain Michel       | Simon Birchall   | LCR-Krauser  | 17     |
| 3   | Yoshisada Kumagaya | Brian Houghton   | Windle-JPX   | 15     |
| 4   | Paul Güdel         | Charly Güdel     | LCR-Yamaha   | 13     |
| 5   | Steve Abbott       | Shaun Smith      | LCR-Yamaha   | 11     |
| 6   | Steve Webster      | Gavin Simmons    | LCR-Krauser  | 10     |
| 7   | Alfred Zurbrügg    | Martin Zurbrügg  | LCR-Krauser  | 9      |
| 8   | Markus Egloff      | Urs Egloff       | SMS-Yamaha   | 8      |
| 9   | Derek Jones        | Peter Brown      | LCR-Yamaha   | 7      |
| 10  | Barry Smith        | David Smith      | Windle-ADM   | 6      |
| 11  | Kenny Howles       | Steve Pointer    | LCR-Krauser  | 5      |
| 12  | Klaus Klaffenböck  | Christian Parzer | LCR-Yamaha   | 4      |
| 13  | Fritz Stölzle      | Hubert Stölzle   | LCR-Krauser  | 3      |
| 14  | René Progin        | Gary Irlam       | LCR-Krauser  | 2      |
| 15  | Theo van Kempen    | Jan Kuyt         | LCR-Krauser  | 1      |

1921 · 1922 · 1923 · 1924 · 1925 · 1926 · 1927 · 1928 · 1929 · 1930 · 1931 · 1932 · 1933 · 1934 · 1935 · 1936 · 1937 · 1938 · 1939 · 1947 · 1948 · 1949 · 1950 · 1951 · 1952 · 1953 · 1954 · 1955 · 1956 · 1957 · 1958 · 1959 · 1960 · 1961 · 1962 · 1963 · 1964 · 1965 · 1966 · 1967 · 1968 · 1969 · 1970 · 1971 · 1972 · 1973 · 1974 · 1975 · 1976 · 1977 · 1978 · 1979 · 1980 · 1981 · 1982 · 1983 · 1984 · 1985 · 1986 · 1988 · 1989 · 1990